# AIST 1
AIST 1 (russisch АИСТ für Storch) ist der Prototyp der russischen Kleinsatellitenreihe AIST, der von einer Gruppe von Studenten, Doktoranden und Wissenschaftlern der Staatlichen Universität für Luft- und Raumfahrt Samara in Zusammenarbeit mit ZSKB-Progress entwickelt wurde.
Der Satellit hatte die Aufgabe, unter anderem das Erdmagnetfeld zu messen und Mikrometeoriten erfassen.
AIST 1 wurde am 28. Dezember 2013 um 12:30 Uhr UTC vom Kosmodrom Plessezk aus mit einer Sojus 2.1w/Wolga gestartet. Es war der erste Einsatz dieses Raketentyps.